# Malaoxon

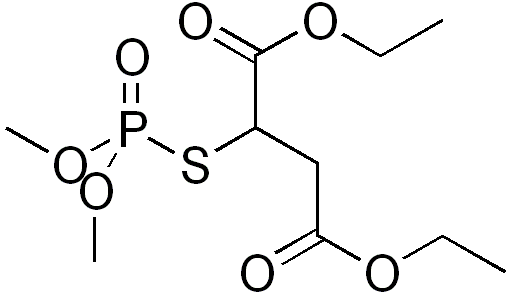
Vzorec malaoxonu

Malaoxon je chemická sloučenina (fosforthioát) se vzorcem C10H19O7PS. Je rozkladným (a toxičtějším) produktem organofosfátového insekticidu malathionu.

## Nebezpečí pro zdraví
Jedná se o inhibitor enzymu cholinesterázy. Při zahřívání se rozkládá za vzniku oxidů síry a fosforu.

## Reaktivita
Malaoxon je thioorganofosfátový ester. Organofosfáty jsou v přítomnosti redukčních činidel (např. hydridů) náchylné na tvorbu vysoce toxického a hořlavého plynu fosfanu. Částečnou oxidací oxidačními činidly se mohou uvolňovat oxidy fosforu. Estery reagují s kyselinami za vývinu tepla a vzniku alkoholů a kyselin. Silná oxidační činidla mohou způsobit bouřlivou reakci, která může být tak exotermická, že zapálí produkty reakce. Teplo se uvolňuje i při interakci esterů se zásaditými roztoky. Při smíšení esterů s alkalickými kovy nebo hydridy se uvolňuje vodík.